# Rudi Völler
Rudi Völler (Hanau, 1960. április 13. –) német labdarúgó, edző. Jelenleg a Bayer 04 Leverkusen sportigazgatója.

## Klubcsapatban
Völler 1982-ben igazolt a német élvonalban szereplő SV Werder Bremen csapatához a másodosztályban szereplő TSV 1860 München csapatától. Ebben az évben mutatkozott be először a német válogatottban is. A következő szezonja nagyon jól sikerült és ő lett a Bundesliga gólkirálya.Több külföldi klub is elkezdett érdeklődni a csatár után, aki 1987-ben az AS Roma csapatába igazolt. Romában megkapta a "repülő német" becenevet, mivel főként rá épült a csapat. 1991-ben megnyerte az Olasz kupát és több idényben is ő volt a csapat házi gólkirálya. 1992-ben az AS Roma úgy döntött, hogy eladja a csatárt a francia Olympique de Marseille-nek, ahol a francia sztárcsatárt Jean-Pierre Papin-t kellett pótolnia. Az első szezonja nagyon jól sikerült, csapatával megnyerte a Bajnokok Ligáját 1993-ban. Völler kezdőként lépett pályára a döntőbe és a 78. percig a pályán volt.
A Marseille-től később elvették az 1993-as bajnoki címet, és az 1994-95-ös idényre a másodosztályba sorolták vissza a csapatot. Völler elhagyta a klubot a visszasorolás miatt és visszatért Németországba, ahol a Bayer 04 Leverkusen játékosa lett. 1996-os visszavonulásáig itt játszott, majd később itt kezdte el edzői karrierjét.

## A válogatottban
Völler 90-szer lépett pályára a német labdarúgó válogatottban, amelyeken 47-szer szerzett gólt, ebből nyolcat világbajnokságokon. Tagja volt az 1990-ben világbajnokságot nyert német válogatottnak. Ezen a világbajnokságon háromszor volt eredményes, egyszer egy 4-1-re Jugoszlávia ellen megnyert mérkőzésen és az Egyesült Arab Emirátusok elleni 5-1-es győzelemmel végződő meccsen, ahol két gólt szerzett. A kieséses szakaszban Hollandia elleni mérkőzésen Frank Rijkaard leköpte őt, majd nem sokkal utána mindkettőjüket kiállították. Völler a következő mérkőzést kihagyta Csehszlovákia ellen , de az elődöntőben és a döntőben is pályára lépett, ahol 1-0-ra nyertek és megszerezték a világbajnoki címet.
Völler részt vett az 1984-es Európa bajnokságon, ahol a Románia elleni csoportmeccsen lőtt két góljával 2-1-re nyertek. Spanyolországnak a 90. percben sikerült győztes gólt szereznie a németek ellen, így az NSZK kiesett a csoportból.
Az 1986-os vb-n gólt szerzett a skótok ellen 2-1-re megnyert csoportmeccsen. Az elődöntőben a 89. percben bebiztosította a döntőbe jutást a franciák ellen. A döntőben Argentínával találkoztak és Völler a 80. percben kiegyenlített, végül mégis az argentinok nyerték meg a kupát. Völler lett a harmadik aki csereként gólt szerzett egy vb döntőn.
1988-ban az NSZK adott otthont az Európa-bajnokságnak. Völler két gólt szerzett Spanyolország ellen. Az NSZK az elődöntőben esett ki a későbbi győztes Hollandia ellen.
1992-ben az Eb első meccsén sérülést szenvedett a Szovjetunió utódaként létrehozott FÁK ellen. Így véget ért számára a torna.
Az 1994-es vb-n Belgium ellen 3-2-re megnyert mérkőzésen kétszer volt eredményes.

## Edzőként
A 2000-es Eb-n a német csapatot irányító Erich Ribbecket elküldték a válogatott rossz szereplése miatt. Völlert nevezték ki a helyére, annak ellenére hogy nem volt edzői engedélye. Eleinte csak egy évre szólt a szerződése, de az utódja Christoph Daum kábítószer botrányba keveredett, ő pedig a válogatott élén maradt. Annak ellenére hogy hazai pályán kikaptak Angliától 5-1-re, a 2002-es világbajnokságon ő irányította a csapatot. A világbajnokságon a döntőben csak Brazília tudta legyőzni őket. 2004-ben az Európa bajnokságon a német válogatott már a csoportkörben kiesett és Völler lemondott a kapitányi posztról.
Nem sokkal később az AS Romához tért vissza, ezúttal menedzserként Cesare Prandelli lemondása után. Nem igazán jöttek a jó eredmények és sok nézeteltérése volt közte és a játékosok közt, különösen Antonio Cassanóval. Csak egyéves szerződést kötött a Romával, ez távozása után Visszatért Cesare Prandelli.
Visszatért a Bayer 04 Leverkusenhez, ahol 2005. szeptember 16-án kinevezték Klaus Augenthaler helyett.
Völler októberig töltötte be a menedzseri posztot, majd kinevezték a helyére Michael Skibbe-t. Völler maradt a klubnál és kinevezték a klub új sportigazgatójává, amelyet a mai napig elfoglal.
Völler a mai napig nagyon népszerű Németországban, a nemzeti válogatott az ő edzősége alatt kezdett újjászerveződni a nagy generáció visszavonulása után.

## Sikerei, díjai

### Klubokkal
- Olasz kupa: 1991 (AS Roma)
- UEFA-bajnokok ligája: 1992-1993 (Olympique de Marseille)
- UEFA-kupa ezüstérmes: 1991 (AS Roma)

### A válogatottban
- Világbajnok: 1990
- Európa-bajnoki ezüstérmes: 1992
- Világbajnoki ezüstérmes: 1986
- Világbajnoki ezüstérmes: 2002 (szövetségi kapitányként)

## Góljai a válogatottban
| #   | Dátum                | Helyszín                                              | Ellenfél                | Gól | Eredmény | Kiírás                                         |
| --- | -------------------- | ----------------------------------------------------- | ----------------------- | --- | -------- | ---------------------------------------------- |
| 1.  | 1983. március 30.    | Qemal Stafa Stadion, Tirana, Albánia                  | Albánia                 | 1–0 | 2–1      | 1984-es labdarúgó-Európa-bajnokság (selejtező) |
| 2.  | 1983. szeptember 7.  | Népstadion, Budapest, Magyarország                    | Magyarország            | 1–1 | 1–1      | Barátságos                                     |
| 3.  | 1983. október 5.     | Parkstadion, Gelsenkirchen, Németország               | Ausztria                | 2–0 | 3–0      | 1984-es labdarúgó-Európa-bajnokság (selejtező) |
| 4.  | 1983. október 5.     | Parkstadion, Gelsenkirchen, Németország               | Ausztria                | 3–0 | 3–0      | 1984-es labdarúgó-Európa-bajnokság (selejtező) |
| 5.  | 1983. október 26.    | Olimpiai Stadion, München, Németország                | Törökország             | 1–0 | 5–1      | 1984-es labdarúgó-Európa-bajnokság (selejtező) |
| 6.  | 1983. október 26.    | Olimpiai Stadion, München, Németország                | Törökország             | 3–0 | 5–1      | 1984-es labdarúgó-Európa-bajnokság (selejtező) |
| 7.  | 1984. február 15.    | Szpartak Stadion, Várna, Bulgária                     | Bulgária                | 2–0 | 3–2      | Barátságos                                     |
| 8.  | 1984. február 29.    | Heysel Stadion, Brüsszel, Belgium                     | Belgium                 | 1–0 | 1–0      | Barátságos                                     |
| 9.  | 1984. március 28.    | Niedersachsenstadion, Hannover, Németország           | Szovjetunió             | 1–1 | 2–1      | Barátságos                                     |
| 10. | 1984. június 17.     | Stade Félix-Bollaert, Lens, Franciaország             | Románia                 | 1–0 | 2–1      | 1984-es labdarúgó-Európa-bajnokság             |
| 11. | 1984. június 17.     | Stade Félix-Bollaert, Lens, Franciaország             | Románia                 | 2–1 | 2–1      | 1984-es labdarúgó-Európa-bajnokság             |
| 12. | 1985. február 24.    | Estádio da Luz, Lisszabon, Portugália                 | Portugália              | 2–0 | 2–1      | 1986-os labdarúgó-világbajnokság-selejtező     |
| 13. | 1985. április 17.    | Rosenaustadion, Lisszabon, Portugália                 | Bulgária                | 1–0 | 4–1      | Barátságos                                     |
| 14. | 1985. április 17.    | Rosenaustadion, Lisszabon, Portugália                 | Bulgária                | 4–1 | 4–1      | Barátságos                                     |
| 15. | 1985. szeptember 25. | Råsunda Stadion, Stockholm, Svédország                | Svédország              | 1–0 | 2–2      | 1986-os labdarúgó-világbajnokság-selejtező     |
| 16. | 1986. május 11.      | Ruhrstadion, Bochum, Németország                      | Jugoszlávia             | 1–1 | 1–1      | Barátságos                                     |
| 17. | 1986. május 14.      | Westfalenstadion, Dortmund, Németország               | Hollandia               | 1–0 | 3–1      | Barátságos                                     |
| 18. | 1986. május 14.      | Westfalenstadion, Dortmund, Németország               | Hollandia               | 2–0 | 3–1      | Barátságos                                     |
| 19. | 1986. június 8.      | Estadio La Corregidora, Santiago de Querétaro, Mexikó | Skócia                  | 1–1 | 2–1      | 1986-os labdarúgó-világbajnokság               |
| 20. | 1986. június 25.     | Estadio Jalisco, Guadalajara, Mexikó                  | Franciaország           | 2–0 | 2–0      | 1986-os labdarúgó-világbajnokság               |
| 21. | 1986. június 29.     | Estadio Azteca, Mexikóváros, Mexikó                   | Argentína               | 2–2 | 2–3      | 1986-os labdarúgó-világbajnokság               |
| 22. | 1986. október 29.    | Prater Stadium, Bécs, Ausztria                        | Ausztria                | 1–1 | 1–4      | Barátságos                                     |
| 23. | 1987. augusztus 12.  | Olimpiai Stadion, Berlin, Németország                 | Franciaország           | 1–0 | 2–1      | Barátságos                                     |
| 24. | 1987. augusztus 12.  | Olimpiai Stadion, Berlin, Németország                 | Franciaország           | 2–0 | 2–1      | Barátságos                                     |
| 25. | 1987. szeptember 23. | Volksparkstadion, Hamburg, Németország                | Dánia                   | 1–0 | 1–0      | Barátságos                                     |
| 26. | 1988. június 17.     | Olimpiai Stadion, München, Németország                | Spanyolország           | 1–0 | 2–0      | 1988-as labdarúgó-Európa-bajnokság             |
| 27. | 1988. június 17.     | Olimpiai Stadion, München, Németország                | Spanyolország           | 2–0 | 2–0      | 1988-as labdarúgó-Európa-bajnokság             |
| 28. | 1988. augusztus 31.  | Olimpiai Stadion, Helsinki, Finnország                | Finnország              | 1–0 | 4–0      | 1990-es labdarúgó-világbajnokság-selejtező     |
| 29. | 1988. augusztus 31.  | Olimpiai Stadion, Helsinki, Finnország                | Finnország              | 2–0 | 4–0      | 1990-es labdarúgó-világbajnokság-selejtező     |
| 30. | 1989. március 22.    | Vasil Levski National Stadion, Szófia, Bulgária       | Bulgária                | 1–1 | 2–1      | Barátságos                                     |
| 31. | 1989. október 4.     | Westfalenstadion, Dortmund, Németország               | Finnország              | 4–0 | 6–1      | 1990-es labdarúgó-világbajnokság-selejtező     |
| 32. | 1989. november 15.   | Müngersdorfer Stadion, Köln, Németország              | Wales                   | 1–1 | 2–1      | 1990-es labdarúgó-világbajnokság-selejtező     |
| 33. | 1990. április 25.    | Neckarstadion, Stuttgart, Németország                 | Uruguay                 | 2–1 | 3–3      | Barátságos                                     |
| 34. | 1990. május 30.      | Parkstadion, Gelsenkirchen, Németország               | Dánia                   | 1–0 | 1–0      | Barátságos                                     |
| 35. | 1990. június 10.     | Stadio Giuseppe Meazza, Milánó, Olaszország           | Jugoszlávia             | 4–1 | 4–1      | 1990-es labdarúgó-világbajnokság               |
| 36. | 1990. június 15.     | Stadio Giuseppe Meazza, Milánó, Olaszország           | Egyesült Arab Emírségek | 1–0 | 5–1      | 1990-es labdarúgó-világbajnokság               |
| 37. | 1990. június 15.     | Stadio Giuseppe Meazza, Milánó, Olaszország           | Egyesült Arab Emírségek | 5–1 | 5–1      | 1990-es labdarúgó-világbajnokság               |
| 38. | 1990. október 10.    | Råsunda Stadion, Stockholm, Svédország                | Svédország              | 2–0 | 3–1      | Barátságos                                     |
| 39. | 1990. október 31.    | Stade Josy Barthel, Luxembourg, Luxemburg             | Luxemburg               | 3–0 | 3–2      | 1992-es labdarúgó-Európa-bajnokság (selejtező) |
| 40. | 1990. december 19.   | Neckarstadion, Stuttgart, Németország                 | Svájc                   | 1–0 | 4–0      | Barátságos                                     |
| 41. | 1991. október 16.    | Frankenstadion, Nürnberg, Németország                 | Wales                   | 2–0 | 4–1      | 1992-es labdarúgó-Európa-bajnokság (selejtező) |
| 42. | 1991. november 20.   | Baldvin király Stadion, Brüsszel, Belgium             | Wales                   | 1–0 | 1–0      | 1992-es labdarúgó-Európa-bajnokság (selejtező) |
| 43. | 1992. május 30.      | Parkstadion, Gelsenkirchen, Németország               | Törökország             | 1–0 | 1–0      | Barátságos                                     |
| 44. | 1992. október 14.    | Rudolf-Harbig-Stadion, Drezda, Németország            | Mexikó                  | 1–0 | 1–1      | Barátságos                                     |
| 45. | 1994. június 8.      | Varsity Stadion, Toronto, Kanada                      | Kanada                  | 2–0 | 2–0      | Barátságos                                     |
| 46. | 1994. július 2.      | Soldier Field, Chicago, USA                           | Belgium                 | 1–0 | 3–2      | 1994-es labdarúgó-világbajnokság               |
| 47. | 1994. július 2.      | Soldier Field, Chicago, USA                           | Belgium                 | 3–1 | 3–2      | 1994-es labdarúgó-világbajnokság               |

## Fordítás
- Ez a szócikk részben vagy egészben  a   Rudi Völler című angol Wikipédia-szócikk fordításán alapul.  Az eredeti cikk szerkesztőit annak laptörténete sorolja fel. Ez a jelzés csupán a megfogalmazás eredetét és a szerzői jogokat jelzi, nem szolgál a cikkben szereplő információk forrásmegjelöléseként.